# Colors (EP)
Colors es el tercer miniálbum del grupo femenino surcoreano Miss A, que fue lanzado el 30 de marzo de 2015 por JYP Entertainment. «Only You» es el sencillo principal del álbum. Este es el último lanzamiento con las integrantes Jia y Min antes de sus salidas en 2016 y 2017, respectivamente.

## Antecedentes y lanzamiento
En una entrevista con Star News en noviembre de 2014, el fundador de JYP Entertainment, J.Y. Park reveló que el grupo comenzaría a trabajar en su próximo álbum una vez que Suzy, integrante del grupo, terminara de rodar la película The Sound of a Flower en diciembre. El álbum estaba programado para ser publicado en verano de 2015, y más tarde se anunció que regresarían en algún momento de la primera mitad del año. El 18 de marzo de 2015, se reveló que el álbum se lanzaría el 30 de marzo, con su primera presentación en vivo el mismo día en K-Art Hall en el Parque Olímpico de Seúl.
En cuanto a por qué llevó más de un año el regreso del grupo, Min explicó que «el proceso de encontrar buenas canciones para su álbum era más largo de lo que pensaban» con Jia añadiendo que «J.Y. Park les había dado una de sus canciones, pero que no estaría incluida ya que no tenía la sensación correcta».
Una edición especial del álbum fue lanzada el 22 de mayo de 2015 en Hong Kong y Taiwán e incluye versiones en chino de las canciones «Only You», «I Caught Ya» y «Stuck», con las letras escritas por Fei.

## Composición
Colors consiste de seis canciones de varios géneros. El sencillo «Only You» fue escrito y compuesto por Black Eyed Pilseung, quien había producido «Touch My Body» de Sistar y es una canción de dance-pop que incluye ritmos de hip-hop y trap. «One Step» es una canción retro con neo soul que incorpora groove, sonidos de piano electrónicos y acústicos. La canción «Love Song» combina sonidos de violín con trap beat mientras que «Melting» fue compuesta por el grupo de productores de Noruega Dsign Music y es descrita como una «canción simple, pero fuerte» con una «melodía pulida». La letra de «I Canted Ya» fue escrita por la integrante Suzy y habla de una chica que vio a su novio engañándola. «Stuck» es una balada de tempo medio caracterizada por «beats fuertes». La letra fue escrita por Min y se basa en sus propias experiencias, describiendo una historia de amor sobre si salir o no con otra persona.

## Actuación comercial
Colors debutó en el puesto tres en la lista de álbumes de Gaon, mientras que «Only You» debutó en el primer puesto en Gaon Digital Chart para la semana que finalizó el 4 de abril de 2015. A partir de junio de 2015, el álbum vendió 10 570 copias.

## Lista de canciones
| Colors |                                                        |                                |                                                                                     |                                                                                     |          |  |
| N.º    | Título                                                 | Letras                         | Música                                                                              | Arreglo                                                                             | Duración |  |
| 1.     | «One Step» (한걸음; Hangeoreum)                        | Yorkie, Sung Hyun Bin          | Im Gwan Guk (Devine Kei), Ryan Kim (Devine Ryan), Mistazo, Kara Tenae, Dauri, Chase | Im Gwan Guk (Devine Kei), Ryan Kim (Devine Ryan), Mistazo, Kara Tenae, Dauri, Chase | 3:39     |  |
| 2.     | «Only You» (다른 남자 말고 너; Dareun Namja Malgo Neo) | Black Eyed Pilseung, Sam Lewis | Black Eyed Pilseung                                                                 | Black Eyed Pilseung                                                                 | 3:18     |  |
| 3.     | «Love Song»                                            | Daniel Kim                     | Daniel Kim, Mayu Wakisaka                                                           | Daniel Kim                                                                          | 3:50     |  |
| 4.     | «Melting» (녹아; Noga)                                 | Daniel Kim                     | Nermin Harambasic, Jin Suk Choi, Courtney Woolsey, David Siegel, Jesse Saint John   | Jin Suk Choi                                                                        | 2:59     |  |
| 5.     | «I Caught Ya»                                          | Suzy                           | Hanif "Hitmanic" Sabzevari                                                          | Hanif "Hitmanic" Sabzevari                                                          | 4:11     |  |
| 6.     | «Stuck»                                                | Min                            | Sophia Pae, Erik Lidbom                                                             | Erik Lidbom                                                                         | 3:12     |  |
| 21:09  |                                                        |                                |                                                                                     |                                                                                     |          |  |

## Posicionamiento en listas
| Listas (2015)                 | Mejor posición |
| ----------------------------- | -------------- |
| Corea del Sur (Gaon)          | 3              |
| Estados Unidos (World Albums) | 4              |

## Historial de lanzamiento
| Región             | Fecha               | Formato              | Discográfica          |
| Corea del Sur      | 30 de marzo de 2015 | CD, descarga digital | JYP Entertainment     |
| Mundo              | 30 de marzo de 2015 | Descarga digital     | JYP Entertainment     |
| Hong Kong          | 22 de mayo de 2015  | CD + DVD             | Universal Music Group |
| República de China | 22 de mayo de 2015  | CD + DVD             | Universal Music Group |
| ------------------ | ------------------- | -------------------- | --------------------- |